# ريتشارد هامان
ريتشارد هامان (بالألمانية: Richard Hamann)‏ هو أستاذ جامعي ألماني، ولد في 29 مايو 1879 في Seehausen, Börde ‏ في ألمانيا، وتوفي في 9 يناير 1961 في إمنشتات في ألمانيا.

## وصلات خارجية
- ريتشارد هامان على موقع مونزينجر (الألمانية)